# Cypress, Kalifornien
Cypress är en stad i Orange County, Kalifornien, USA, med 50 151 invånare i april 2020. Den har enligt United States Census Bureau en area på 17,1 km². 

## Kända personer från Cypress
- John Stamos, skådespelare
- Tiger Woods, golfspelare